# Heshan Zhen (köping i Kina, Shandong)
Heshan Zhen (kinesiska: 河山镇, 河山) är en köping i Kina. Den ligger i provinsen Shandong, i den östra delen av landet, omkring 260 kilometer sydost om provinshuvudstaden Jinan. Antalet invånare är 28784. Befolkningen består av 14 178 kvinnor och 14 606 män. Barn under 15 år utgör 16,0 %, vuxna 15-64 år 71 %, och äldre över 65 år 12,0 %.
Genomsnittlig årsnederbörd är 1 176 millimeter. Den regnigaste månaden är juli, med i genomsnitt 303 mm nederbörd, och den torraste är januari, med 11 mm nederbörd.